# Enmešarra
Enmešarra (Aussprache vermutlich Enmescherra) ist eine mesopotamische Gottheit. Bei den Sumerern war er der Gott der Unterwelt, der Gott aller Gesetze und Kräfte und der 100 Me (der 100 göttlichen Kräfte). Zusammen mit seiner Gattin Ninmešarra zählt er zu den Urahnen von An und Enlil, denen er die Herrschaft übergeben hat. Er ist Vater von sieben Kindern. Laut einer Beschwörungsformel aus assyrischer Zeit übergaben die beiden „Zepter und Herrschaft“ an eine neue Generation Götter um An, Enlil und Enki.